# Храм Казанской Иконы Божией Матери (Чадыр-Лунга)
Храм Казанской Иконы Божьей Матери (рум. Biserica Icoanei Maicii Domnului din Kazan) ― культовое сооружение в городе Чадыр-Лунга в Гагаузии, Молдавия. Относится к Кагульско-Комратской епархии Молдавской митрополии Московского патриархата.

## Описание
Строительство храма началось в 1998 году недалеко от места, где в 1972 году был взорван Свято-Дмитриевский храм. Нынешний Храм Казанской Иконы Божьей Матери является точной архитектурной копией разрушенного храма; при этом сам Свято-Дмитриевский храм был копией другого храма в селе Введенка Одесской области. И Свято-Дмитриевский храм, и храм в Введенке построил в 1913 году один и тот же застройщик. На месте разрушенного храма в Чадыр-Лунге сейчас находится дом культуры и бюст молдавского священника и просветителя Михаила Чакира.
Казанский храм был воздвигнут в честь многих событий: в память об обретении списка Иконы Казанской Божией Матери; в честь сорокалетия объявления Чадыр-Лунги городом; в память о взорванном в 1972 году храме.
Из-за проблем с финансированием строительства работы над Казанским храмом были завершены лишь в 2008 году.
Храм двухкупольный, возведён из камня и бетона, окрашенных в светлые тона. Скаты крыши и купола из оцинкованного кровельного железа окрашены в голубой цвет. Толщина стен составляет около 50 см, высота ― 21,5 м. Высота колокольни ― 25 м. Главные врата в храм ― западные, над ними располагается икона Казанской Божией Матери. Пол главного помещения выложен керамической плиткой, стилизованной под мрамор.
Финансовую поддержку церкви оказывает муниципальный совет Чадыр-Лунги.